# USS Wichita (LCS-13)
Pour les articles homonymes, voir USS Wichita.
L'USS Wichita (LCS-13) est un littoral combat ship de classe Freedom de l’United States Navy. C’est le troisième navire nommé d’après Wichita, la plus grande ville du Kansas.

## Conception
En 2002, l’US Navy a lancé un programme visant à développer le premier d’une flotte de littoral combat ships. La Navy a d’abord commandé deux navires monocoques à Lockheed Martin, qui sont devenus connus sous le nom de navires de combat côtiers de classe Freedom d’après le premier navire de la classe, l’USS Freedom,. Les navires de combat côtiers aux numéros impairs de l’US Navy sont construits en utilisant la conception monocoque de classe Freedom, tandis que les navires aux numéros pairs sont basés sur une conception concurrente à coque trimaran, la classe Independence de General Dynamics. La commande initiale de navires de combat côtiers concernait un total de quatre navires, dont deux de la classe Freedom. L’USS Wichita est le septième navire de combat côtier de classe Freedom à être construit.
L’USS Wichita comprend des améliorations de stabilité supplémentaires par rapport à la conception originale de la classe Freedom. Le tableau arrière a été rallongé et des réservoirs de flottabilité ont été ajoutés à l’arrière pour augmenter le poids et améliorer la stabilité. Le navire sera également équipé de capteurs automatisés pour permettre une « maintenance basée sur les conditions » afin de réduire le surmenage de l’équipage et les problèmes de fatigue que le navire de classe Freedom a rencontrés lors de son premier déploiement.

## Carrière

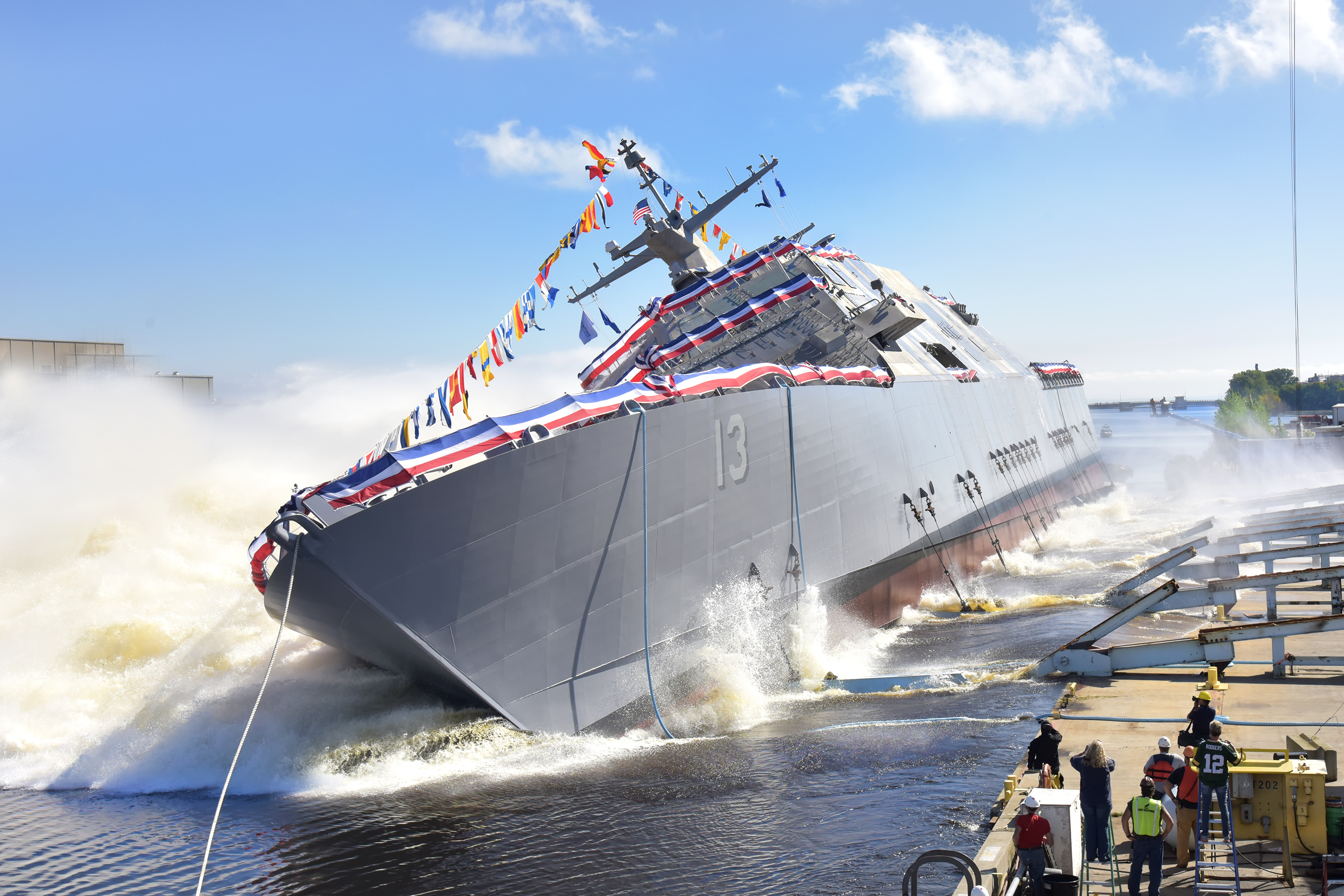
Le Wichita est lancé le 17 septembre 2016

La cérémonie de pose de la quille a eu lieu le 9 février 2015 à Marinette (Wisconsin). Parrainé par Kate Lehrer, épouse de Jim Lehrer, originaire de Wichita, le navire a été baptisé et lancé le 17 septembre 2016,. L’insigne du navire incorpore des éléments du drapeau de Wichita, ainsi qu’un crâne de bison et des plumes représentant l’héritage amérindien, et le blé pour refléter la culture principale du Kansas. Il est affecté au Littoral Combat Ship Squadron Two. Le navire a été acquis par l’US Navy auprès de Lockheed Martin et du chantier naval Marinette Marine le 22 août 2018 avec l’USS Sioux City (LCS-11) lors d’une double livraison.
Le 4 novembre 2020, le contre-amiral Don Gabrielson et le brigadier général Phillip Frietze ont signé le plan de soutien à la campagne maritime du commandant de la composante maritime de la Force interarmées lors d’une cérémonie à bord du Wichita à la base navale de Mayport, en Floride.
Le 25 février 2021, le navire et les Sea Knights de l’Helicopter Sea Combat Squadron (HSC) 22, détachement 8, étaient en route pour soutenir les opérations dans la zone de responsabilité du Commandement sud des États-Unis. Le 9 avril, le Wichita et le navire de patrouille de la Garde côtière de la Force de défense jamaïcaine, le HMJS Cornwall, ont navigué en formation lors d’un exercice de tir réel. Pendant ce temps, le Wichita a été déployé dans la 4e flotte d’opérations des États-Unis pour soutenir la mission de la Joint Interagency Task Force South, qui comprenait la lutte contre le trafic de drogue dans les Caraïbes et le Pacifique oriental.
Le 5 mai 2022, le Wichita a mené des exercices d’interdiction maritime avec la marine de guerre dominicaine.

## Démantèlement planifié et sursis éventuel
Il a été annoncé en 2022 que le Wichita était l’un des neuf navires de la classe Freedom que l’US Navy avait l’intention de mettre hors service au cours de l’exercice 2023, mais le 11 août 2023, le ministère de la Défense a décidé que le Wichita subirait un remplacement du moteur principal qui devrait sauver le navire d’un démantèlement anticipé.